# Aes Sedai
Aes Sedaierna är en sammanslutning av kvinnliga magiker i Robert Jordans bokserie Sagan om Drakens Återkomst. Det finns åtskilliga olika typer av Aes Sedaier, indelade i ordnar efter deras målsättningar och syften. Dessa grupper har namn efter olika färger och kallas ajah. Aes Sedaierna håller till i Vita Tornet, i staden Tar Valon. Deras ledare kallas den Amyrlintronade.

## Historia
I sagornas tidsålder kunde både män och kvinnor vara Aes Sedaier. På grund av den manliga (saidin) och kvinnliga (saidar) kraftens olika egenskaper kunde de då uträtta storverk som det under den nuvarande åldern inte ens går att drömma om. Detta upphörde då Lews Therin Telamon och hans Hundrade Brödraskap åter fjättrade den Svarte efter tio år av krig. Som ett sista motdrag från den Svarte besmittade han saidin så att alla manliga brukare av Kraften drabbades av vansinne. De galna manliga Aes Sedaierna orsakade ett kaos kallat Världsfallet. Under Tredje åldern är alla Aes Sedaier därför kvinnor, och alla män som kan leda Kraften stillas.  
Aes Sedaierna har alltid hållit till i Vita Tornet, men sedan Siuan Sanches avsättning som den Amyrlintronade har det även funnits ett "Vita Tornet i exil" som hållit till i Salidar. Vita Tornets Amyrlintronade är Elaida (upphöjd från Röda Ajah). Exil-Aes Sedaiernas Amyrlintronade är Egwene Al'Vere (upphöjd från Antagen, första gången någonsin detta har inträffat). Egwene skulle dock ha valt Gröna Ajah om hon fått sjalen innan stolan. Ingen av de båda grupperna erkänner den andra som legitim.

### Aes Sedaierna i Vita Tornet
Aes Sedaierna i Vita Tornet har Elaida (upphöjd från Röda Ajah) som Amyrlintronade. Hennes krönikornas väktarinna (närmsta kvinna) är Alviarin, som tillhör Vita Ajah. Efter splittringen har stämningen i Vita Tornet förändrats avsevärt. Medlemmarna av de olika Ajahna håller sig till sina egna rum, har alltid sina färgade sjalar på sig om de måste gå ut, och talar knappt med medlemmar av andra Ajahn. Blå Ajah har officiellt upphört att existera i Vita Tornet.

### Aes Sedaierna i exil
Gruppen av Aes Sedaier i exil bildades då den Amyrlintronade Siuan Sanche och hennes väktarinna Leane avsattes och släcktes enligt ett tillvägagångssätt som av vissa uppfattades som illegitimt. Det utbröt strid i Vita Tornet och många flydde. Även Siuan och Leane lyckades till sist ta sig till Salidar där de andra befann sig. Den nya gruppen leddes av bland annat Sheriam. Till denna grupp sökte sig också de tre Accepterade Elayne Trakand, Nynaeve Al'Meara och Egwene Al'Vere efter splittringen. Egwene skickades efter av Sheriam för att väljas till deras Amyrlintronade trots sin unga ålder. Det är troligt att många av Aes Sedaierna hoppades på att hon skulle bli en marionettdocka för de andra att styra som de ville. Det finns inga medlemmar av Röda Ajah bland Aes Sedaierna i exil.

## Ajah (Ordnar)
Alla Aes Sedaier utom den Amyrlintronade tillhör en Ajah. De olika Ajahna har olika inriktningar som redovisas nedan. Alla Aes Sedaier har en sjal i sin Ajahs färg, som de använder vid formella tillfällen. Många väljer även att bära kläder i sin Ajahs färg.

### Blå Ajah
Blå Ajah är en Ajah inom Aes Sedais orden. De blå systrarna reser runt världen och intrigerar och blandar sig i ränker och skapar också sådana själva. Den förra Amyrlintronande Siuan Sanche tillhörde Blå Ajah innan hon blev Amyrlin. Siuan blev dock avsatt efter en tid och efterträddes då av Elaida a'Roihan, det var Svarta Ajah som låg bakom kuppen dock, och Siuan och hennes Krönikornas Väktarinna Leane blev släckta innan de skulle bli det.
I och med Siuans släckning splittrades Vita Tornet och de Aes Sedaier som inte stödde Elaida blev tvingade i exil i Salidar, där de senare upprättade ett eget Vita Torn och en egen Tornets sal. Elaida upplöste Blå Ajah i Vita Tornet men i Salidar samlades de blå systrarna med systrar från andra Ajahn, med undantag för Röda Ajah, vilken var Elaidas Ajah innan hon fick den Amyrlintronandes stola. Stolan, som var randig i Ajahnas färger (blått, rött, grönt, gult, vitt, brunt och grått) blev ändrad av Elaida och den Blå randen blev då borttagen. Aes Sedaierna i Salidar valde Egwene al'Vere till Amyrlintronande och denna fick Siuan till sin rådgiverska. Då Nynaeve al'Meara senare fann ett sätt att hela släckning helade hon Siuan och Leane, Blå Ajah tillät då motvilligt Siuan att gå med i deras Ajah då de flesta skyller Tornets fall och Blå Ajahs upplösning på henne. Leane som tidigare tillhört Blå Ajah valde dock att bli en grön syster och blev varmt välkomnad av de gröna systrarna. I boken Begynnelsen (Sagan om Drakens Återkomsts prolog) får man läsa ur Moiraine Damodreds synvinkel, och då får man veta att den bruna systern Verin kallat Blå Ajahs systrar för "sökare efter mål". Blå Ajah var länge den ledande Ajahn i Vita Tornet innan dess fall, och de flesta Amyrlintronande har varit blå systrar från början. Blå Ajah och Röda Ajah motsätter sig varandra.

### Röda Ajah
Röda Ajah söker efter män som använder "Kraften", för att stilla dem, det vill säga frånta dem förmågan att leda kraften. De flesta Röda Aes Sedaier är inte förtjusta i män över huvud taget, och mycket få av dem har en väktare. Har ofta stått i motsättning till Blå Ajah. Liandrin tillhör Röda Ajah. Likaså gjorde Elaida a'Roihan innan hon blev Amyrlin.

### Vita Ajah
Vita Ajah är logiska och, enligt många, arroganta Aes Sedaier. De är inte intresserade av empiri utan söker sina svar enbart med hjälp av logik. Alviarin tillhörde Vita Ajah innan hon blev en Svart syster.

### Gröna Ajah
Gröna Ajah är stridande Aes Sedaier; står av tradition nära Blå Ajah. De är även kända för att vara fåfänga och för att gilla män, och många har fler än en väktare. Det är nästan bara Gröna Aes Sedaier som gifter sig. Elayne Trakand tillhör Gröna Ajah.

### Bruna Ajah
Bruna Ajah blandar sig inte i omvärldens affärer, utan söker endast kunskap. Verin tillhör Bruna Ajah.

### Gula Ajah
Gula Ajah är helande Aes Sedaier; står av tradition nära Röda Ajah. Nynaeve al'Maera tillhör Gula Ajah, trots att hon trodde att hon skulle välja Gröna. 

### Grå Ajah
Grå Ajah är medlare i konflikter, kan även vara rådgivare åt regenter.

### Svarta Ajah
Svarta Ajah är Aes Sedaier som tjänar "den Svarte" (den onde). Att dessa existerar förnekar många Aes Sedaier, de erkänns inte av Vita Tornet och är ingen officiell Ajah. Alviarin tillhör Svarta Ajah.